# Оссолинский, Юзеф Салезий
Князь Юзеф Салезий Оссолинский (1734—1789, Вена) — государственный деятель Речи Посполитой, воевода подляшский (1774—1789), староста сандомирский, хмельницкий и соколовский, владелец Рыманува.

## Биография
Представитель польского магнатского рода Оссолинских герба «Топор». Младший сын воеводы волынского Юзефа Кантия Оссолинского (1707—1780) и Терезы Стадницкой (1717—1776). Получил образование в иезуитском коллегиуме в Познани. В 1753 году отправился в путешествие под странам Западной Европы. Пребывал в Люневиле (Лотарингия) у своего деда Франтишека Максимилиана Оссолинского. В 1759 году в Лотаригии поступил в кадетскую школу, которую закончил через три года.
После того, как его старший брат Максимилиан Гиларий принял французское подданство, Юзеф Салезий Оссолинский стал главным наследником отцовских имений в Речи Посполитой. В 1762 году после возвращения на родину он пошёл по стопам своего отца и начал карьеру при саксонском дворе. После смерти польского короля Августа III Веттина Юзеф Салезий Оссолинский вместе со своим отцом выступил против кандидатуры Станислава Августа Понятовского на польский королевский престол.
В 1767 году Юзеф Салезий Оссолинский был избран маршалком сандомирским в составе Радомской конфедерации. В том же году был награждён Орденом Белого орла. В 1774 году получил должность воеводы подляшского.
В 1789 году Юзеф Салезий Оссолинский скончался в Вене. Его имущество унаследовал малолетний сын Юзеф Тимотеуш Оссолинский (1784—1790). Опеку над ним приняли тетя Анна Тереза и её муж, кравчий великий коронный Юзеф Потоцкий. В 1790 году после смерти своего племянника Анна Тереза Потоцкая унаследовала имения Оссолинских.

## Семья
Был дважды женат. В 1774 году женился на своей родственнице Анне Оссолинской, дочери мечника великого литовского Александра Мацея Оссолинского (1725—1804). Супруги не имели детей и развелись. В 1782 году Анна Оссолинская вторично вышла замуж за обозного великого коронного Казимира Красинского (1725—1802).
В 1784 году Юзеф Салезий Оссолинский вторично женился на казачке Матрене Пенхежевской, от брака с которой имел сына Юзефа, умершего в детстве.